# Rhectothyris
Rhectothyris is een geslacht van vlinders van de familie van de grasmotten (Crambidae), uit de onderfamilie van de Spilomelinae. De wetenschappelijke naam voor dit geslacht is voor het eerst gepubliceerd in 1890 door William Warren.

## Soorten
- Rhectothyris rosea (Warren, 1896)